# 戈里齊亞城堡

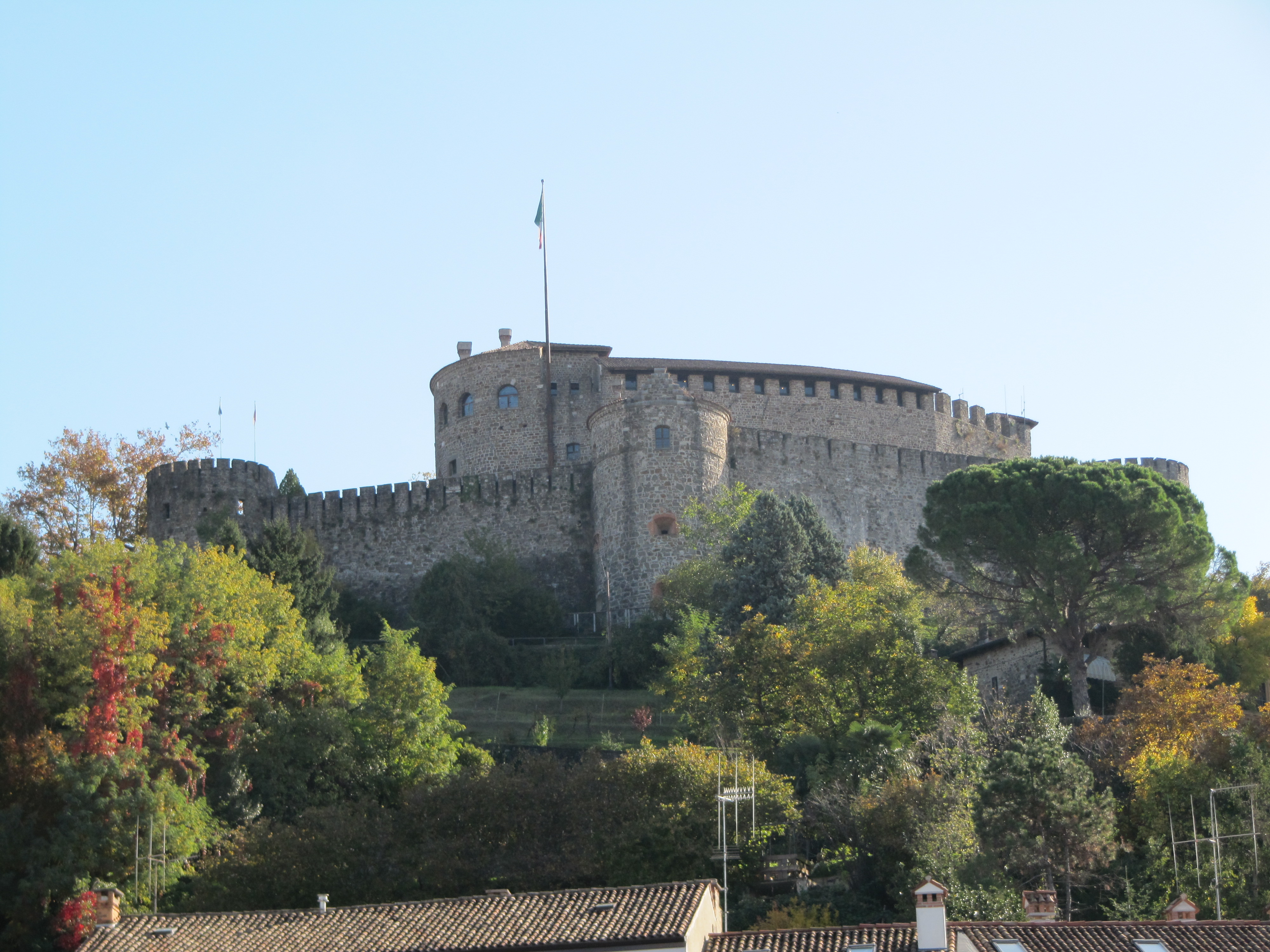

戈里齊亞城堡（Gorizia Castle）是位於義大利城市戈里齊亞的一座城堡，修建於11世紀。現在戈里齊亞城堡是一座中世紀博物館。

## 外部連結
- La storia del castello （页面存档备份，存于）
- Il castello sul sito del comune （页面存档备份，存于）

45°56′39″N 13°37′40″E / 45.944298°N 13.627843°E